# Roberto Jabali
Roberto Jabali est un joueur brésilien de tennis né le 16 mai 1970 à Ribeirão Preto.

## Carrière
Notamment finaliste en 1994 à l'Open du Mexique où il est battu par Thomas Muster (3-6, 1-6).
5 titres et 2 finales en tournois Challengers.
1er tour à l'US Open en 1996 contre Tim Henman (2-6, 3-6, 4-6).
Depuis sa retraite à la mi 1998, il a joué au Challengers de sa ville natale en 2001 en simple et en double puis dans le tournoi Future en 2008 en double qu'il a remporté.
Meilleure performance : Birmingham 1994, bat Mikael Pernfors no 32 (3-6, 6-0, 6-3).

## Palmarès

### Finale en simple
| No | Date       | Nom et lieu du tournoi          | Catégorie    | Dotation  | Surface      | Vainqueur     | Score    |  |
| -- | ---------- | ------------------------------- | ------------ | --------- | ------------ | ------------- | -------- |  |
| 1  | 21-02-1994 | Abierto Mexicano Telcel, Mexico | World Series | 300 000 $ | Terre (ext.) | Thomas Muster | 6-3, 6-1 |  |